# Axel von Ambesser
Axel von Ambesser est un acteur et réalisateur allemand, né le 22 juin 1910 à Hambourg et mort le 6 septembre 1988.

## Filmographie

### Comme acteur
- 1935 : Der Gefangene des Königs : Tanzmeister
- 1938 : Kampf um Anastasia : Franz
- 1939 : Ein hoffnungsloser Fall : Verehrer
- 1939 : Salonwagen E 417 : Ursulas Bräutigam Werner
- 1939 : Die Unheimlichen Wünsche : Jouet, Luftschiffer
- 1940 : Eine Kleine Nachtmusik : Baron Egon
- 1940 : Ritorno
- 1940 : Musique de rêve (Traummusik) : Maestro Hutten
- 1940 : Marie Stuart (Das Herz der Königin) : Henry Darnley
- 1941 : Annelie : Georg
- 1941 : La Danse avec l'empereur (Tanz mit dem Kaiser) : Kaiser Joseph II. - ihr Sohn
- 1943 : Les femmes ne sont pas des anges : Richard Anden
- 1943 : Karneval der Liebe : Pianist Frank
- 1943 : Die Kluge Marianne
- 1944 : Der Mann, dem man den Namen stahl : Fridolin Beidermann
- 1945 : Das Mädchen Juanita : Robert Henseling
- 1948 : L'Étrange aventure de Monsieur Fridolin B. (Die Seltsamen Abenteuer des Herrn Fridolin B.) : Fridolin Biedermann
- 1949 : Verspieltes Leben : Stefan Marbach
- 1950 : Verlobte Leute : Hans Schmidt, der Maler
- 1950 : Drei Mädchen spinnen : Professor Hartwig
- 1951 : Verträumte Tage d'Emil-Edwin Reinert : Herr Berger
- 1951 : Kommen Sie am Ersten : Kommentator (voix)
- 1952 : Der Mann in der Wanne
- 1952 : Ich hab' mich so an Dich gewöhnt : Kommentator (voix)
- 1952 : Tanzende Sterne : Sir Thomas Gregorian
- 1953 : Drei, von denen man spricht : Direktor Brand
- 1957 : Die Freundin meines Mannes : Mann im Flugzeug
- 1959 : Bezaubernde Arabella : Lord Fleetwood
- 1960 : Gustav Adolfs Page : Wallenstein
- 1961 : C'est pas toujours du caviar (Es muß nicht immer Kaviar sein) : Narrator (voix)
- 1962 : Amphitryon (TV)
- 1963 : Es war mir ein Vergnügen : Andermatt, Generalmusikdirektor
- 1964 : Das hab ich von Papa gelernt : Regisseur, himself
- 1965 : Belles d'un soir (Das Liebeskarussell) : Ronald
- 1965 : Hélène l'hypocrite (Die fromme Helene) : Wilhelm Busch
- 1966 : Das Abgründige in Herrn Gerstenberg (TV) : Spielleiter
- 1967 : Das Gold von Bayern (TV)
- 1968 : Haus Herzenstod (TV)
- 1970 : Ardele oder Das Gänseblümchen (TV) : Der General
- 1970 : Wir hau'n die Pauker in die Pfanne : 2. Polizist beim Duell
- 1972 : Komm, Zigan (TV) : Host, Himself
- 1973 : Tod auf der Themse (TV)
- 1977 : Begegnung im Herbst (TV) : Ferry
- 1980 : Der Eisvogel (TV) : Sir Cecil
- 1983 : Frau Juliane Winkler (TV)
- 1988 : Der Vorhang fällt (TV)

### Comme réalisateur
- 1953 : Glück muß man haben (de) (Drei, von denen man spricht)
- 1954 : Frère Martin (de) (Bruder Martin)
- 1955 : Premier Rendez-vous (de) (Ihr erstes Rendezvous) (remake de Premier Rendez-vous, 1941)
- 1957 : La Petite Amie de mon mari (de) (Die Freundin meines Mannes)
- 1958 : Le Despote (de) (Der Pauker)
- 1959 : Une femme entreprenante (de) (Frau im besten Mannesalter)
- 1959 : La Belle et l'Empereur (Die Schöne Lügnerin)
- 1959 : Adorable Arabelle (Bezaubernde Arabella)
- 1960 : Le Brave Soldat Chvéïk (Der brave Soldat Schwejk)
- 1960 : Le Coquin et le Bon Dieu (de) (Der Gauner und der liebe Gott)
- 1961 : Plus jolie que les autres (de) (Eine hübscher als die andere)
- 1961 : Höllenangst (TV)
- 1962 : Les Nouveaux Exploits de Father Brown (de) (Er kann's nicht lassen)
- 1962 : Les Soucis de Susi (de) (Kohlhiesels Töchter)
- 1963 : Café au lait au lit (Frühstück im Doppelbett)
- 1964 : L'Héritage de mon père (Das hab ich von Papa gelernt)
- 1964 : Épouse-moi chéri ! (de) (Heirate mich, Chéri)
- 1965 : Belles d'un soir (Das Liebeskarussell)
- 1965 : Hélène l'hypocrite (Die fromme Helene)
- 1966 : Das Abgründige in Herrn Gerstenberg (TV)
- 1971 : Der Erste Frühlingstag (TV)
- 1971 : Der fidele Bauer (TV)
- 1974 : Die Schöne Helena (TV)
- 1976 : Hände gut alles gut (TV)
- 1977 : Begegnung im Herbst (TV)
- 1980 : Der Eisvogel (TV)
- 1981 : Bring's mir bei, Céline! (TV)
- 1985 : Alte Sünden rosten nicht (TV)